# Lastauroides atriapex
Lastauroides atriapex är en tvåvingeart som beskrevs av Carrera och Nelson Papavero 1962. Lastauroides atriapex ingår i släktet Lastauroides och familjen rovflugor. Inga underarter finns listade i Catalogue of Life.